# Selina Chirchir
Selina Chirchir Kimaiyo (* 28. August 1968 in Iten) ist eine ehemalige kenianische Leichtathletin, die sich auf den Mittelstreckenlauf spezialisiert hat und später in ihrer Karriere zum Langstreckenlauf wechselte. 1987 siegte sie bei den Afrikaspielen in Nairobi über 800 und 1500 Meter und 1985 wurde sie Afrikameisterin im 800-Meter-Lauf.

## Sportliche Laufbahn
Erste internationale Erfahrungen sammelte Selina Chirchir vermutlich im Jahr 1982, als sie bei den Afrikameisterschaften in Kairo mit der kenianischen 4-mal-400-Meter-Staffel in 3:43,8 min gemeinsam mit Ruth Atuti, Mary Chepkemboi und Frida Kiptala die Goldmedaille gewann. 1984 nahm sie über 800 Meter an den Olympischen Sommerspielen in Los Angeles teil und schied dort mit 2:07,17 min in der ersten Runde aus. Im Jahr darauf wurde sie beim IAAF World Cup in Canberra in 2:04,16 min Sechste im 800-Meter-Lauf. Zuvor siegte sie bei den Afrikameisterschaften in Kairo in 2:03,70 min über 800 Meter und gewann im Staffelbewerb in 3:39,66 min gemeinsam mit Selina Jeruto, Mary Chemweno und Esther Kawaya die Silbermedaille hinter dem nigerianischen Team. 1986 siegte sie bei den erstmals ausgetragenen Juniorenweltmeisterschaften in Athen in 2:01,40 min über 800 Meter und sicherte sich im 1500-Meter-Lauf in 4:15,59 min die Silbermedaille. Im Jahr darauf siegte sie bei den Afrikaspielen in Nairobi in 2:03,22 min 4:13,91 min über 800 und 1500 Meter und stellte damit in beiden Bewerben einen neuen Spielerekord auf. Anschließend schied sie bei den Weltmeisterschaften in Rom mit 2:02,90 min in der ersten Runde über 800 Meter aus und verzichtete daraufhin auf einen Start über 1500 Meter. In den 90er Jahren verlegte sie ihren Fokus auf den Straßenlauf und nahm 1996 im Marathonlauf an den Olympischen Sommerspielen in Atlanta teil und kam dort nicht ins Ziel. In den folgenden Jahren bestritt sie vor allem Rennen in Nordamerika, ehe sie 2000 ihre aktive sportliche Karriere im Alter von 32 Jahren beendete.
In den Jahren 1985 und 1987 wurde Chirchir kenianische Meisterin im 800-Meter-Lauf sowie 1987 auch über 1500 Meter. 

## Persönliche Bestleistungen
- 800 Meter: 2:01,40 min, 18. Juli 1986 in Athen
- 1500 Meter: 4:13,91 min, 12. August 1987 in Nairobi
- 10-km-Straßenlauf: 33:43 min, 26. Januar 1997 in Lima
- Halbmarathon: 1:14:32 h, 1. Mai 1998 in Indianapolis
- Marathon: 2:32:36 h, 21. Januar 1996 in Houston